# 第奥古·迪亚士
第奥古·迪亚士（或译迪奥戈·迪亚士），又名第奥古·戈麦斯（Diogo Gomes），是15世纪葡萄牙探险家，非洲最大岛屿马达加斯加岛的发现者。巴尔托洛梅乌·迪亚士是他的兄弟。

## 跟随达伽马舰队的航行
在1497年瓦斯科·达伽马率领的第一次印度远征中，第奥古·迪亚士在达伽马的旗舰圣加布里埃尔号上担任船长助手（葡萄牙語：escrivão）。在达伽马与卡利库特的萨莫林交涉时，他是最主要的联系人之一，并在交涉陷入危机时被萨莫林短暂扣押为人质。

## 跟随卡布拉尔舰队的航行

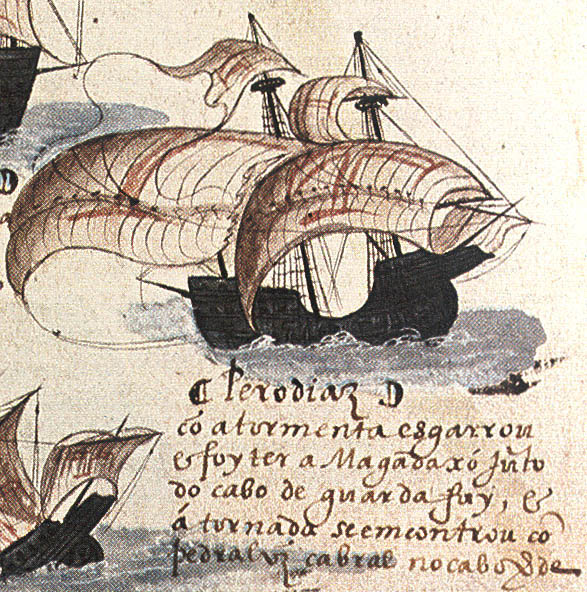
第奥古·迪亚士的船，摘自《Memória das Armadas》一书

1500年，第奥古·迪亚士又参加了由佩德罗·阿尔瓦雷斯·卡布拉尔率领的第二次印度远征舰队，这次他担任其中一艘船的船长，并被授权开辟与东非城市索法拉之间的贸易往来。1500年4月，卡布拉尔舰队意外发现了位于南美洲的巴西，他也有幸成为了最先登上巴西海岸的欧洲人之一。值得一提的是，当卡布拉尔舰队刚刚登陆海岸时，当地的印第安人对这些远道而来的不速之客表示了高度的谨慎和警戒，冲突可能一触即发，此时正是第奥古·迪亚士的即兴舞蹈瞬间消除了双方的紧张气氛。
卡布拉尔舰队穿越好望角时，遇到了强烈的暴风雨，导致第奥古·迪亚士的船与主舰队失去了联系（他的兄弟巴尔托洛梅乌率领的船在此次暴风雨中遇难），随后开始了在当时世界都极为罕见的长距离单船航行。为了寻找主舰队，第奥古·迪亚士的船独自向东航行了相当远的一段距离，并于1500年8月10日圣劳伦斯节当天发现了一片陆地，他便因此将其命名为“圣劳伦斯”，即今天的马达加斯加岛，他也因此成为第一个发现非洲最大岛屿马达加斯加岛的欧洲人。不过，佩罗·德科维良在第奥古·迪亚士之前曾向葡萄牙报告过该岛的存在。科维良曾经在1490年回到葡萄牙后撰写的报告中，提到了该岛的阿拉伯语名字“月亮之岛”。尽管如此，但历史上普遍仍将第奥古·迪亚士作为发现马达加斯加岛的欧洲第一人。
接着，落单的第奥古·迪亚士的船继续独自北上到马林迪寻找卡布拉尔舰队，但由于角度偏差，驶过了马林迪，一直航行到了非洲大陆最东的瓜达富伊海角，并继续向西转入了葡萄牙舰队从未访问过的亚丁湾。在这里他遇到了逆风，导致在海上度过了令人痛苦的好几个月时间。这期间他不断的抵御暴风雨和阿拉伯海盗的袭击，又遭到了坏血病的威胁，最终被迫在厄立特里亚海岸登陆寻找食物和淡水。经过这一系列磨难，迪亚士的船上仅剩下了6名船员。
在船只受损、船员疲惫、补给缺乏的情况下，第奥古·迪亚士觉得已无望寻找到卡布拉尔舰队，决定返航。1501年6月，疲惫不堪、被困在贝泽吉切（位于塞内加尔的达卡湾）的第奥古·迪亚士遇到了尼古拉乌·科埃略的率领的卡布拉尔舰队返航先锋船并获救，他们一起回到了里斯本。

## 其他发现
他曾于1492年和安东尼奥·诺利一起发现了佛得角群岛的部分岛屿。